# Klimavičy
Klimavičy (bělorusky Клімавічы, rusky Климовичи Klimoviči) jsou město v Mohylevské oblasti v Bělorusku. K roku 2017 v nich žilo přes šestnáct tisíc obyvatel. Jsou správním střediskem Klimavičského rajónu.

## Poloha a doprava
Klimavičy leží na říčce Kalinici, přítoku Labžanky v povodí Sože. Od Mohyleva, správního střediska oblasti, jsou vzdáleny přibližně 120 kilometrů východně.
Přes Klimavičy vede železniční trať ze severozápadu z Kryčaŭ na jihovýchod do Uněči v Brjanské oblasti Ruské federace.

## Dějiny
První zmínka o obci je z 14. století.
Po prvním dělení Polska v roce 1772 se Klimavičy staly součástí Ruského impéria a byly v roce 1777 povýšeny na město.
Za druhé světové války byly Klimavičy od 10. srpna do 1941 do 28. září 1943 pod kontrolou nacistického Německa.

### Rodáci
- Anton Abramovič Pevzněr (1884–1962), ruský sochař
- Leanid Leanidavič Karnienka (*1987), běžkař
- Kryscina Cimanouská (* 1996), běžkyně